# フランカ・スカルシャピノ
フランカ・スカルシャピノ (Franca Squarciapino、1940年 - ) は、イタリアの映画衣裳デザイナーである。
1980年代からイタリアのテレビで衣裳を手がけ、1990年の映画『シラノ・ド・ベルジュラック』でアカデミー衣裳デザイン賞を受賞。近年はイタリアのテレビ局制作の『オセロ』、『ロミオとジュリエット』、『ハムレット』などの衣裳を手がけている。

## 主な作品
- シラノ・ド・ベルジュラック Cyrano de Bergerac (1990)
- 愛の報酬/シャベール大佐の帰還 LE Colonel Chabert (1994)
- プロヴァンスの恋 Le Hussard sur le toit (1995)
- 裸のマハ Volavérunt (1999)